# Brasilopsychopsis kandleri
Brasilopsychopsis kandleri là một loài côn trùng thuộc bộ Neuroptera. Loài này được Rumbucher miêu tả năm 1995.